# Neptis ikedai
Neptis ikedai är en fjärilsart som beskrevs av Shirôzu 1952. Neptis ikedai ingår i släktet Neptis och familjen praktfjärilar. Inga underarter finns listade i Catalogue of Life.